# Mersey Tigers
I Mersey Tigers sono una società cestistica avente sede a Liverpool, in Inghilterra. Dal 2007 al 2010 erano conosciuti come Everton Tigers. Milita nella massima divisione del Regno Unito, la British Basketball League.
Nell'estate 2010 ha cambiato nome, da Everton a Mersey Tigers. Il 30 aprile 2011 ha vinto la finale dei play-off BBL contro l'One Health Sharks Sheffield per 79-74 nella National Indoor Arena.

## Stagioni passate
- Everton Tigers 2009-2010

## Palmarès
- British Basketball League: 2

2009-2010; 2010-2011